# Comuna Cernișoara, Vâlcea
Cernișoara este o comună în județul Vâlcea, Oltenia, România, formată din satele Armășești (reședința), Cernișoara, Groși, Mădulari, Modoia, Obârșia și Sărsănești.
Vestigii arheologice s-au descoperit pe toată suprafața comunei, vestigii care dovedesc că zona a fost locuită încă din antichitate. Izvoare scrise despre această localitate nu sunt cunoscute în sursele istorice până la domnia lui Mihai Viteazul, despre care se spune că și-ar fi ridicat unele corpuri de oaste din această zonă.
Localitatea a cunoscut o importantă dezvoltare în perioada comunistă, datorită exploatării cărbunelui, atât subteran, cât și la suprafață. Ulterior, localitatea s-a orientat mai mult pe agricultură, în special pomicultură și creșterea animalelor. Suprafețele împădurite favorizează dezvoltarea florei și faunei sălbatice. Localitatea are un important potențial agroturistic valorificat însă foarte puțin.
Cu toate că dispune de importante resurse de cărbune, combustibil care ar putea ușura viața locuitorilor și ar putea fi un factor de dezvoltare, aproape toată infrastructura comunei este învechită . În ultima perioadă există discuții la nivel politic pentru menținerea și dezvoltarea exploatării miniere din comună, o decizie în acest sens urmând să apară la începutul anului 2008 conform relatărilor din presă.
Transporturile se prezintă în condiții bune, fiind reprezentate atât de companii private, cât și de stat. În schimb drumurile comunei necesită lucrări de reabilitare pe anumite porțiuni.
Comuna deține o rețea de alimentare cu apa sau de canalizare.
Rețelele telefonice și electrice se prezintă în condiții bune, nefiind semnalate probleme deosebite. In ultimii ani s-a constatat o extindere a operatorilor de telefonie mobila in Cernișoara. Comuna deține si o rețea de televiziune prin cablu.
Cele mai importante sate ale comunei Cernișoara sunt Modoia, Groși, Armășești, Mădulari și Cernișoara. Rețeaua unităților de învățământ este bine ancorată în realitățile comunei, cunoscând o revigorare în ultimii ani. Locuitorii comunei sunt majoritar creștini ortodocși cele mai importante biserici fiind cele din Modoia si Groși.

## Toponimie
Numele propriu Cernișoara își are originea în diminutivul hidronimului Cerna − ,,Cerna cea mică” sau Cernișoara, care a dat, la rândul său, denumirea satului și a comunei Cernișoara; toponimul Armășești își are originea din antroponimul Armașu, care provine de la numele comun armaș – o funcție militar-administrativă (Iordan, 1963, 37; Soare, 1985. 180). În mod analog, toponimul Mădulari provine tot de la un nume de familie – Mădularu, la un plural format cu ajutorul lui – i (adăugarea sufixului – ești ar fi lungit prea mult – și inutil – noul termen !) (Soare, 1985, 182); la rândul lui, numele propriu Mădularu va fi provenit de la substantivul comun mădular, cu sensul de membru al unui organism politic sau administrativ. În privința oiconimului Modoia, Dicționarul geografic al județului Vâlcea greșește când îl derivă de la numele de familie Modoianu (Alessandrescu, 1893, 137); lucrurile stau exact invers: Modoianu nu înseamnă altceva, decât „un om provenit / originar din Modoia”! Etimologia corectă este stabilită tot de lingvistul Ion Soare: avem de-a face cu „o formă contrasă de la Modoaia”, desemnând denumirea moșiei unui fost proprietar, al cărui nume va fi fost Modu / Modea (ca și Robaia < Robu, Negraia < Negru etc.) (Soare, 1985, 183). Numele Obârșia provine de la „locul de origine/ de obârșie, de unde izvorăște pârâul Cernișoara” (SJVAN, fondul Primăria Cernișoara, dos. 1/1968, 72) și de unde începe valea Cernișoarei (obârșie: „punct de plecare, origine, izvor”). Toponimul Groși este considerat de Frunzescu ca provenind de la moșnenii care locuiau aici și care erau ceva „mai grași, mai dezvoltați (...), erau porecliți groșani” (Frunzescu, 1872, 39); și aici avem de-a face cu o etimologie eronată; lingvistul Iorgu Iordan îl consideră, pe bună dreptate, un plural de la gros (- groși) – „butuc, buștean” (Iordan, 1963, 70).

## Demografie
Componența etnică a comunei Cernișoara
     Români (96,27%)
     Alte etnii (0,09%)
     Necunoscută (3,64%)
Componența confesională a comunei Cernișoara
     Ortodocși (94,51%)
     Penticostali (1,33%)
     Alte religii (0,33%)
     Necunoscută (3,82%)
Conform recensământului efectuat în 2021, populația comunei Cernișoara se ridică la 3.298 de locuitori, în scădere față de recensământul anterior din 2011, când fuseseră înregistrați 3.782 de locuitori. Majoritatea locuitorilor sunt români (96,27%), iar pentru 3,64% nu se cunoaște apartenența etnică. Din punct de vedere confesional, majoritatea locuitorilor sunt ortodocși (94,51%), cu o minoritate de penticostali (1,33%), iar pentru 3,82% nu se cunoaște apartenența confesională.

## Politică și administrație
Comuna Cernișoara este administrată de un primar și un consiliu local compus din 13 consilieri. Primarul, Dumitru Ciorîcă[*], de la Partidul Social Democrat, este în funcție din octombrie 2020. Începând cu alegerile locale din 2024, consiliul local are următoarea componență pe partide politice:
|  | Partid                          | Consilieri | Componența Consiliului | Componența Consiliului | Componența Consiliului | Componența Consiliului | Componența Consiliului | Componența Consiliului | Componența Consiliului |
|  | ------------------------------- | ---------- | ---------------------- | ---------------------- | ---------------------- | ---------------------- | ---------------------- | ---------------------- | ---------------------- |
|  | Partidul Social Democrat        | 7          |                        |                        |                        |                        |                        |                        |                        |
|  | Partidul Național Liberal       | 3          |                        |                        |                        |                        |                        |                        |                        |
|  | Alianța pentru Unirea Românilor | 2          |                        |                        |                        |                        |                        |                        |                        |
|  | Salomia Dumitru                 | 1          |                        |                        |                        |                        |                        |                        |                        |

</ref>. Satele văii Cernișoarei sunt menționate documentar în hrisoavele domnești, începând cu secolul al XV-lea. Satul Obârșia (Ubârșia) este atestat documentar la 23 august 1486, într-un hrisov emis de Vlad Călugărul, când acest domn al Țării Românești dăruiește spre stăpânire lui Slav și fiilor săi „...ca să le fie lor Ubârșia”. La 4 aprilie 1528, în timpul domniei lui Radu de la Afumați, este menționat satul Mădulari: „... care întărește mănăstirii părțile lui Dragomir și a lui Oprea, care a primit 4200 aspri, cu care a cumpărat 5 funii din Mădulari”. O altă etimologie populară spune că numele satului Mădulari ar veni de la niște oase mari, găsite pe aceste locuri, cărora oamenii le-au spus „mădulare”. Satul Cernișoara (Valea Orlii) este atestat documentar mai târziu, la 18 aprilie 1736, când: „Dița din Mateești, fata lui Radu Fluerătorul din Berești, lasă fiicei sale Stana și fiului său Iona o moșie în Berești și Cernișoara. Satele Groși și Armășești sunt atestate documentar în anul 1550, în timpul lui Radu Șerban vv., care și-a căsătorit o rudă de-a sa cu Stan Armașu, un căpitan domnesc. Ca dotă de la acest voievod, menționata rudă a primit, printre altele, satele Groși, Modoia și Armășești.
Marile evenimente istorice ale României găsesc locuitorii satelor văii Cernișoarei ca fiind participanți activi la acestea. Despre acestea, ne amintesc o serie întreagă de documente, astfel: „Locuitori ai satului Mădulari (9 membri) − Preda Constantin Olescu, Stanciu Ilie Cherciu, Gheorghe Pătru Socoteanu, Stan Preda Broșboiu, Ion Cârstea Răduță, Constantin Ghiță Funaru, Manea I. Funaru, Toma Ion Radu, Gheorghe Gh. Trușcă − și ai satului Modoia (4 membri) – Ion Sandu Păunica, Ion Dima Bumbelu, Vasile Petrică Văduva și Dumitru Matei Filip − au făcut parte din «Corpul Voluntarilor Români», sub conducerea generalului Gheorghe Magheru, în iunie 1848” (1848 în Vâlcea, 1978, 225). Procesul verbal din 31 mai 1877, din timpul Războiului de Independență, aprobă „trimiterea a o sută de care pentru transportul proiectilelor Armatei Române din Craiova la Calafat”. Din plaiul Horezu, este nominalizată „comuna Mădulari cu 10 care” (1877 în Vâlcea, 1977, 419). Aceeași sursă precizează: la 3 octombrie 1877, „soldatul Ioan Georgescu din Modoia este înrolat în contingentul 1869”. În septembrie 1877, se întocmește „Tabel cu numele rezerviștilor din contingentele 1869, 1870, 1871 și 1872”. Din aceste contingente făceau parte și „... soldați cernișoreni: soldat Cristescu Badea – din Mădulari, soldat Pârvulescu Bănică – din Valea Orlii, soldat Vasilescu Gheorghe – din Modoia.“ La 28 septembrie 1877, este menționat, într-o adresă, „sergentul rezervist Ion Ionescu pentru Divizionul de Pompieri”; într-un tabel din octombrie 1877, este menționată „... doamna Matei Bălașa din Modoia, care oferă ofrandă, Armatei Române, 225 dramuri scamă”; la 1 septembrie 1877, „... comuna Modoia oferă ofrandă, Armatei Române, 3+25/400 dramuri”; în vederea dotării Armatei Române cu arme, la 4 noiembrie 1877, „primarul comunei Modoia donează 50 de lei și 25 de bani”. Pe 18 martie 1907 (Răscoala Țărănească), țăranii din Valea Orlii (comuna Pojogi) au incendiat conacul proprietarului Sordoni (1907 în Vâlcea, 1974, 357). Un document din 2 aprilie 1907 enumeră următorii țărani arestați, toți din satul Valea Orlii, comuna Pojogi: „Bârsan P. Dumitru, Vasile Florea Andreași, Florea Sfârloagă, Dumitru D. Surdoiu, Dumitru Ion Anghel, Florea Ion Sima, Dumitru Ion Mitran, Manole Mitruț, Ion Andrei Bârsan, Zamfir Ion Andrei” (1907 în Vâlcea, 1974, 231). Actualul sat Cernișoara, numit, până în anul 1930, Valea Orlii, a făcut parte integrantă din comuna Pojogi, fiind înglobat în moșia boierească a lui Constantin Sordoni, apoi a stolnicului Constantin Borănescu. Din anul 1941, satul Valea Orlii a primit denumirea de Cernișoara, intrând în componența comunei Cernișoara. În ianuarie 1918 (Primul Război Mondial), este prezentată o listă cu prizonierii de război, invalizi, printre care sunt și locuitori din comuna Cernișoara. În timpul Primului Război Mondial, de pe valea Cernișoarei și-au dat viața 154 de eroi (1916-1918 în Vâlcea II, 1979, 38-40). În timpul celui de-al Doilea Război Mondial, din rândul sătenilor de pe valea Cernișoarei, au participat 220 oșteni. Pentru ei și pentru toți eroii căzuți pe câmpul de luptă, în comuna Cernișoara s-a ridicat, în anul 2009, un monument comemorativ. În curtea bisericuței din satul Cernișoara, exista, din 1970, un alt monument al eroilor.
După împărțirea administrativă din 1968, primari ai comunei Cernișoara au fost: Smedescu Aurel (1968-1988); Sasu Constantin (1988-1989); Dican Nicolae (1990-1992); Ionescu Mihai (1992-2020); Ciorîcă Dumitru, ales în 2020.

## Viața economică și dezvoltarea comunității în timp
Datorită dispunerii comunei în zona dealurilor subcarpatice, principalele ocupații ale locuitorilor au fost și rămân agricultura, pomicultura, viticultura, creșterea animalelor și păsărilor. Dealurile, care se află de o parte și de alta, sunt acoperite cu livezi de pomi fructiferi, viță de vie și porumb. Economia comunei s-a bazat, în toate timpurile, pe cultivarea pământului (porumb, ovăz, legume, trifoi, lucernă, cânepă) și creșterea animalelor (vaci, oi, capre, porci, păsări și albine). Din sec. al XVIII-lea, se impun drept culturi principale porumbul și fasolea, care furnizau populației alimentele de bază. Preponderența porumbului în structura culturilor agricole este confirmată, în mod convingător, în Catagrafia județului Vâlcea din anul 1838. La viața economică a locuitorilor văii Cernișoarei se referă multe documente ale vremii. Unul dintre ele atestă că pomicultura era ramura de bază a zonei: „Comune însemnate în pomicultură suntu: Modoia și...” (Ionescu-Cheianu, 1891, 87). Un alt document oferă date din domeniul creșterii animalelor și agriculturii: „... în comuna Mădulari, plasa Cerna de Sus existau: 21 cai, 270 boi, 392 vaci, 166 oi; în Modoia existau 15 cai, 118 boi, 70 vaci, 48 capre, 30 oi, 105 porci. Suprafața agricolă a satului Modoia era de 1044 ha și era situată între dealurile Cernei, Luncavățului, Valea lui Filip și Valea Voicii. Această suprafață agricolă a Modoii era a Episcopiei Râmnicului, pe care a arendat-o modoienilor, între anii 1888-1893, cu 100 lei anual. La cultivarea pământului și creșterea animalelor se adaugă și meșteșugurile făcute de femei (tors, țesut, împletit) și cele făcute de bărbați (dogăria, tâmplăria, fierăria, cizmăria etc)“ (Alessandrescu, 1893, 119). Aceeași sursă menționează: „În Modoia sunt trecuți 8 lemnari, 3 croitori și 2 cizmari” (Ibidem, 120). Se dau detalii despre meșteșugarii de pe valea Cernișoarei: „în Armășești: cizmari − Dina Nistor-Dan; dogari − Albici N. Ioan; dulgheri − Predescu Gheorghe. În Mădulari: dogari − Dălban Preda; fierari − Lungu P. Constantin; rotar − Bănuț N. În Modoia: rotar − Becheru Gheorghe; Valea Orlii: fierari − Ancuța E.; cizmari − Luță Gheorghe” (ASR, 1926, 17).
Pădurea se întindea, cu secole în urmă, până în vatra satelor. Cu timpul, însă, suprafețe întinse de pădure au fost defrișate, iar terenul eliberat a fost folosit pentru cultivarea plantelor. În anii 1975 și 1976, Ocolul Silvic Băbeni a plantat puiet de molid pe o suprafață de 40 de ha, pe Dealul Ciobârnei, situat în partea de răsărit a satului Mădulari. În satele văii Cernișoarei, nu s-au putut organiza cooperative agricole de producție din cauza așezării comunei într-o regiune deluroasă și datorită personalității puternice și activității deosebite a lui Victor Cincă, fiu al comunei Cernișoara, care, la vremea aceea, deținea o funcție importantă în conducerea județului Vâlcea și care a reușit să împiedice aceasta. Comuna Cernișoara a rămas necooperativizată, aducând o importantă contribuție la fondul centralizat al statului. Totuși, după război, în satele din arealul comunei Cernișoara, au fost împroprietărite 426 familii țărănești, acestea fiind debitate cu 560 lei pentru hectarul de pământ primit. Vârstnicii își amintesc de înființarea, în anii ́50, a unor întovărășiri agricole care au ținut loc, o perioadă, de GAC.
Electrificarea satelor comunei Cernișoara, din 1968 (Ion Smedescu este cel care a întreprins demersurile necesare la factorii de decizie din București și a obținut aprobarea pentru electrificarea comunei), introducerea autobuzelor ITA pe dumurile din comună și construirea unor noi obiective economice, social-culturale și comerciale au contribuit incontestabil la îmbunătățirea condițiilor de muncă și viață ale locuitorilor comunei, la diminuarea deosebirilor între mediul rural și cel urban. De remarcat faptul că o mare contribuție, în electrificarea satului Groși, a avut-o profesorul Găman Virgil, care a găzduit la el acasă mulți electricieni și a ajutat efectiv la efectuarea anumitor lucrări.
În anul 1978, în centrul comunei, a fost construit un mare Complex comercial, existent și astăzi. Existența cărbunelui în zona văii Cernișoarei a contribuit la dezvoltarea satelor din zonă, ridicându-se clădiri noi, construindu-se drumuri etc. Așa s-a născut un nou drum (cunoscut localnicilor ca „Drumul oaselor“), care făcea legătura între localitățile Alunu, Berbești, Copăceni, Cernișoara, Popești și Șirineasa, pe el transportându-se, în general, cărbunele. Acestei șosele moderne i s-a alăturat calea ferată de-a lungul căreia au apărut următoarele gări: Băbeni, Șirineasa, Popești, Copăceni, Cernișoara, Berbești, Alunu. Tot atunci, s-au construit trei poduri peste râurile Tărâia, Cerna, Cernișoara. De-a lungul căii ferate, au fost săpate 4 tunele în lungime totală de 4 km. S-a executat trecerea peste 60 de văi și viroage, construindu-se 80 de podețe. Toate acestea au fost finalizate pe 29 noiembrie 1982. În ultimii zece ani, aceste căi de transport au fost mai puțin utilizate, ceea ce a condus la degradarea lor.
Astăzi, comuna Cernișoara se mândrește cu pricepuți și talentați meșteri care duc mai departe vechile tradiții. Odinioară reprezentat în toate satele cernișorene, rotăritul se află în vremurile actuale în restrângere, biruit fiind de mijloacele de deplasare auto, dar și de noile tipuri de căruțe și trăsuri cu roți de cauciuc. Tipurile de roți care au făcut carieră seculară (roata plină, roata cu obezi sau obada dintr-o singură bucată) sunt întrebuințate tot mai puțin. Totuși, pe valea Cernișoarei mai există câțiva rotari pricepuți.
Întreaga comună este acum acoperită cu semnal GSM, existând un pilon de telecomunicații în satul Armășești, punct Jimbu (Telekom) și un al doilea, RDS-RCS, lângă școala din satul Groși. Serviciile poștale au cunoscut și ele o dezvoltare semnificativă după ce s-a amenajat un nou sediu PTTR, în anul 1960. Factori poștali al căror nume a rămas în memoria locuitorilor: Costică Smedescu, Dumitru Din, Victor Știrbu și Nicolae Pițigoi. După Revoluția din 1989, din punct de vedere economic, comuna a cunoscut o dezvoltare evidentă. Astfel, au apărut peste 60 de firme care încearcă să acopere nevoile populației. Dintre acestea enumerăm pe cele mai reprezentative: SC Gaf Decor Pavaje – Groși; SC Ionira Impex SRL – Modoia; SC Lilitrans – Groși; SC Rodicman – Armășești; Farmacia Lovefarm – Armășești; Farmacia Dovermed – Armășești; Cooperativa de Consum – Armășești; SC Audiprest SRL – Cernișoara; Miragram Trans SRL – Groși; SC Cernitrans SRL – Cernișoara; SC Remusan SRL – Obârșia; SC Valbest SRL – Cernișoara. I I Papuc Alexandru – Armășești (Primăria Cernișoara, Informații, 2021).
Economia comunei este încă una de subzistență. Asta ne-o confirmă bugetul comunei, care nu face față cheltuielilor privind asigurarea salariilor, fiind necesară alocarea de fonduri de la județ. În privința aspectului general și al perspectivelor comunei, rolul primordial revine Primăriei Cernișoara, prin obținerea de fonduri europene nerambursabile, pentru modernizarea infrastructurii, alimentarea cu apă potabilă, canalizare și gaze naturale. Prezentăm, ca exemplificare, evoluția unor indicatori economici importanți: 2017: venituri totale – 7 677 818 lei; cheltuieli totale – 7 667 268 lei; 2018: venituri totale – 5 792 384 lei; cheltuieli totale – 5 443 673 lei; 2019: venituri totale – 6 971 385 lei; cheltuieli totale – 6 970 848 lei.

## Cultura
Pe 1 martie 1891, se înființează Secțiunea locală Vâlcea a „Ligii Culturale”. În același an, dar pe 12 aprilie, ia ființă, la Armășești, o secție a Ligii, care va juca un rol mare la dezvoltarea vieții spirituale cernișorene: „Cercul Cernișoara cu 7 școli și 8 învățători” (SJVAN, fondul Primăria Cernișoara, dos. 1/1947, 22). Un rol important în propagarea culturii pe valea Cernișoarei, îl aveau parohiile. Astfel, în anul 1941, „biblioteca parohială din comuna Mădulari avea 1.840 volume și 492 cititori” (AMO, 1941, 441), iar „biblioteca parohială din Modoia avea 160 volume și 60 cititori” (Ibidem, 442). În anul 1938, la Armășești, Mădulari și Modoia, iau ființă primele cămine culturale. Acestea erau conduse de preoții satelor (SJVAN, fondul Primăria Cernișoara, dos. 1/1947, 23). După reforma învățământului din anul 1948, s-au luat măsuri ferme din partea statului pentru eradicarea neștiinței de carte. În satele văii Cernișoarei, acest rol a revenit învățătorilor din acea perioadă. Lichidarea analfabetismului a constituit o realizare remarcabilă, dând posibilitatea tuturor cetățenilor să cunoască valorile culturii și artei românești. Generalizarea învățământului gimnazial de 7 clase și apoi de 8 clase și gratuitatea învățământului au permis unui număr mare de absolvenți ai școlilor generale din zonă să-și continue studiile în licee și chiar în institute de învățământ superior.
Până în anul 1948, activitatea culturală din satele Cernișoarei se rezuma la serbările de sfârșit de an școlar, sau prezentate cu prilejul unor aniversări. Pregătite cu multă seriozitate de învățătorii satelor, ele constituiau adevărate momente de destindere pentru elevi, pentru locuitori, dar și pentru cei implicați în aceste activități. După anul 1955, în satele cernișorene, cinematograful și-a făcut simțită prezența sub forma caravanei cinematografice, apoi în cămine culturale și în școli. Au rămas în amintirea locuitorilor comunei operatorii de film Gheorghe și Nuța Albici. Prima bibliotecă publică din comună a luat ființă în anul 1957 și funcționa în sediul fostei primării (SJVAN, fondul Primăria Cernișoara, dos. 2/1958, 32). În comună, au mai funcționat patru biblioteci școlare: Modoia, Mădulari, Armășești, Cernișoara. Treptat, în toate casele au pătruns aparatele de radio și televizoarele, prin intermediul cărora cetățenii au fost mai bine informați și conectați la toate evenimentele din jur. Toate acestea: cartea, școala, cinematograful, radioul, televizorul și căminul cultural au contribuit la transformarea săteanului cernișorean. La biblioteca publică din Cernișoara, sunt inventariate, în anul 2019, 5.620 cărți. În prezent, în comună sunt date în folosință două cămine culturale: în satul Mădulari, lângă biserică, și în satul Cernișoara, lângă școală.

## Viața religioasă
Locuitorii Cernișoarei au trăit, de-a lungul timpului, o viață spirituală intensă. În această zonă, întâlnim multe „locașuri sfinte, vechi, adevărate făclii de lumină și credință” (Crețeanu, 1981, 105). În toate satele văii Cernișoarei, se găsesc aceste monumente de artă populară românească, mărturisitoare despre credința și măiestria populației din zonă. Bisericile de lemn din Armășești, Modoia și Groși sunt considerate monumente istorice. Biserica de lemn cu hramul „Adormirea Maicii Domnului” din Armășești a fost ridicată în anii 1798-1799. Este ctitorită de preotul Șerban Teiușanu, Stan Mazilu, Ion Postelnicu și Constantin Iacaru. A fost refăcută, semnificativ, în anii 1849 și 1883. Biserica este înscrisă în Lista Monumentelor Istorice, din 2004, sub codul LMI: VL-II-m-B-09634.
Biserica veche din satul Groși, cu hramul „Sfântul Nicolae” a fost ridicată din temelie, în anii 1892-1893, de Tudor ereu, Oprea erița, monahul Ilarion și enoriași. Biserica este înscrisă în lista din 2004 a monumentelor istorice, sub codul LMI: VL-II-m-B-09779.
În perioada 1990-1991, în același perimetru, a fost construită o biserică nouă, „cu fundația și temelia din beton, zidită și electrificată la stăruința preotului paroh Octavian N. Ionescu, ajutat de consilieri și enoriași” (Pisania). Noua biserică a fost sfințită, în 1994, de IPS Irineu Slătineanul, mitropolitul actual al Olteniei.
În satul Modoia există Biserica „Sfinții Arhangheli Mihail și Gavriil”, foarte veche, ridicată în anul 1712, având drept ctitori pe preotul Constantin Popescu, Matei Popescu și alții, „construită de Andrei Ion Gușoi și Ioan Călugăreanu” și refăcută în anul 1896 (Crețeanu, 1981, 104). Este cea mai veche construcție de pe valea Cernișoarei, care dăinuie și astăzi (Popescu-Cilieni, 1941, 97), fiind declarată monument istoric, sub codul LMI 2004: VL-II-m-B-09829.
Aceste biserici prezintă câteva trăsături fundamentale comune: planimetria dreptunghiulară − alungită între răsărit și apus, boltirea navei și acoperișul „în patru ape”. Pentru nevoile spirituale ale comunității, astăzi, în comuna Cernișoara, există încă 4 biserici, în care se săvârșește Sfânta Liturghie: Biserica „Sfinții Arhangheli Mihail și Gabriel” din satul Obârșia, construită în perioada 1995-2000, avându-l drept ctitor pe Ion Smedescu (Pisania); Biserica „Sf. Cuvioasa Parascheva” din satul Mădulari, construită între 1908-1933, avându-l drept ctitor pe preotul Ioan Predescu (Pisania); Biserica „Sf. Dimitrie, Izvorâtorul de Mir” din satul Cernișoara, construită între anii 2000-2009, fiind ridicată „cu banii văduvei” (enoriașii – n. n.); Biserica „Sfinții Voievozi” din satul Modoia, construită în perioada 1991-1997, de preotul Octavian N. Ionescu, Salomia Dumitru, Pârvu Gh. Ioan ș.a. Numit paroh în anul 2012, Mihai O. Ionescu a modernizat două biserici din Parohia Modoia: clopotniță, praznicar, acoperiș din tablă, încălzire prin pardoseală, placarea interiorului cu granit etc.

## Domeniul sanitar
În trecut, autoritățile și proprietarii de pământ nu se preocupau decât într-o mică măsură de sănătatea fizică și morală a locuitorilor satelor văii Cernișoarei. Cei mi mulți fiind săraci, erau nevoiți să lucreze pământul în condiții destul de grele, fiind condamnați la o existență mizeră. Era firesc ca asemenea condiții să-i predispună la îmbolnăviri. Asistența medicală din trecut de la sate era destul de precară. Unui medic de plasă, sau al circumscripției medicale, îi revenea un număr mare de locuitori, dispersați pe o suprafață foarte mare, acesta neputând interveni la timp pentru salvarea vieților unor oameni (Ulieru, 1948, 37).
În satele văii Cernișoarei, medicul se deplasa periodic pentru inspecții sanitare la instituțiile din comună și pentru consultații, care erau date fie la punctul sanitar, fie la domiciliul pacientului. În școli, se făceau controale periodice, iar cele constatate erau menționate în procesele-verbale întocmite în Registrul de Inspecții al Școlii. Exemplificăm cu un extras dintr-un proces verbal întocmit de dr. A. Dascălu la 21 aprilie 1926, după inspectarea Școlii Mădulari: „Localul este impropriu pentru școală − sălile sunt neîncăpătoare, fără lumină și cubaj insuficient. Pardoseala este stricată. Mobilierul este complet deteriorat și insuficient, pe o bancă fiind asezați câte 6-7 elevi, ceea ce este cu totul inadmisibil. În asemenea condițiuni, de continuat cursurile este imposibil". În final, revizorul școlar este rugat să ia măsuri pentru îndreptarea situației și, dacă se poate, să se construiască un nou local de școală. În 1966, într-o casă naționalizată din satul Groși, în comuna Cernișoara, a luat ființă dispensarul uman, care acorda locuitorilor consultații medicale patru zile pe săptămână. Din inițiativa primarului de atunci, Aurel Smedescu, în anul 1976, s-a început construirea unui nou local pentru dispensar, prin contribuția în bani și în muncă a cetățenilor. Acesta a fost dat în folosință în anul 1980 și reabilitat în anul 2019.
Locuitorii din Cernișoara își amintesc cu drag de moașele din zonă: Lidia Bâldea din satul Armășești și Dincu Aritina din satul Mădulari. În anul 1986, personalul medical al comunei era format dintr-un medic, două moașe, o soră pediatră și o soră de îngrijire. Au rămas în amintirea locuitor comunei medici precum: dr. Frâncu Droseta, dr. Stănescu Edina, dr. Sălcudean Alexandru, dr. Bălău Mariana, dr. Hogea Gheorghe, dr. Comănescu Iulian, dr. Popescu Ștefania și dr. Cruceru Virgil.
Astăzi, personalul medical al comunei este format din doi medici de familie (dr. Dragne Cornelia și dr. Joica Natalia, fiecare cu un CMI propriu) și patru asistente medicale. Funcționează aici și două farmacii.

## Sportul
Comuna nu a avut echipe înscrise în competiții sportive, înainte de anul 1989. Cu excepția întrecerilor sportive organizate de școli, aveau loc meciuri de fotbal între echipe de amatori ale satelor comunei. După Revoluția din 1989, în comuna Cernișoara au luat ființă două echipe de fotbal: Real Cernișoara, finanțată de Primăria Cernișoara și FC Saldi, avându-l ca patron pe Siminel Diaconescu, ambele în Liga a V-a. După 2013, echipa de fotbal Real Cernișoara a fost preluată de omul de afaceri Robert Dican, sub denumirea de FC „Cavalerul Trac”, activând în Seria a 3-a din Liga a V-a FRF AJF Vâlcea Astăzi, niciuna din cele două echipe de fotbal nu mai activează în campionat.

## Turismul
Rețeaua de drumuri din comuna Cernișoara are un aspect sinuos, ce nu poate fi modificat decât într-o perspectivă îndelungată, ca urmare a înfăptuirii unui program de sistematizare a comunei. Această rețea este alcătuită, în prezent, din porțiuni de drumuri județene DJ 676C, DJ676D, DJ676E și numeroase drumuri comunale ce leagă satele localității. DJ676C străbate comuna de la un capăt la celălalt, asigurând legătura cu localitățile limitrofe și cu DN 6, care leagă Râmnicu-Vâlcea de Drăgășani și Craiova. Acesta este practicabil și se prezintă în condiții foarte bune. Existența cărbunelui în zona văii Cernișoarei a contribuit determinant la dezvoltarea infrastructurii.
Comuna Cernișoara este traversată de două magistrale, drumul între Alunu și Cernișoara („Drumul Oaselor”) și calea ferată, în zona satului Modoia. Din cauza surpării terenului, începând cu anul 2014, „Drumul Oaselor” a devenit impracticabil între localitățile Popești și Cernișoara, în schimb este practicabil și se prezintă în condiții optime între localitățile Cernișoara și Copăceni. Calea ferată, construită pentru transportul cărbunelui, a fost folosită intens și de locuitorii comunei, având un rol foarte important în viața comunei; este practicabilă și se prezintă în condiții foarte bune. De orașul Horezu, comuna este legată prin drum asfaltat.
Deși se află într-o zonă naturală plină de pitoresc, turismul este ca și inexistent din cauza lipsei drumurilor modernizate și a unor așezăminte hoteliere. Cel mai cunoscut monument închinat eroilor neamului este amplasat în centrul comunei, lângă primărie. Un alt monument, dedicat eroilor căzuți pe câmpul de luptă, în cele două războaie mondiale, se află în curtea bisericuței din satul Cernișoara, monument ridicat în anul 1970. De asemenea, există trei biserici declarate monumente de arhitectură (prezentate în secțiunea Viața Religioasă), oferind un interes special pentru turismul monahal.

## Vezi și
- Biserica de lemn din Armășești
- Biserica de lemn din Groși, Vâlcea
- Biserica de lemn din Modoia

## Drepturi de autor
Textele din monografiile Comunei Cernișoara de col. Gheorghe Constantinescu sunt disponibile pentru reproducere sub licența Creative Commons cu atribuire și distribuire în condiții identice.